# Сокольничий приказ
Сокольничий приказ (ранее Сокольничий путь) — орган управления (приказ) регалией (потехою, охотой) Русского государства, ведал придворной соколиной охотой.

## История
На Руси древнейшими княжескими регалиями были регалии звериной и птичьей ловли, рыбная регалия (некоторые породы рыб были объявлены исключительной собственностью князя) и другие, позднее эти регалии стали царскими.
Приказ предположительно был основан в 1550 году, с учреждением чина (звания) сокольничего. Расцвета соколиная охота в России достигла при царе Алексее Михайловиче; во времена его царствования более 3 000 разных ловчих птиц содержались в потешных сёлах Коломенском и Семёновском. Все птицы были распределены по «статьям»; во главе «статьи» стоял начальный сокольник, в непосредственном ведении которого находилось известное число рядовых сокольников, кречетников и ястребников; доставление сокольников в начальные сопровождалось особой торжественной церемонией, установленной в «Уряднике или новом Уложении и устроении чина сокольничья пути», от 1668 года, написанном лично царем Алексеем Михайловичем.
Расформирован был, вероятно, при Алексее Михайловиче, с учреждением приказа тайных дел, который стал заведовать и соколиной охотой. Котошихин не знает уже существования сокольничего приказа.